# James Bausch
Pour les articles homonymes, voir Bausch.
James Aloysius Bernard Bausch (né le 29 mars 1906 – 9 juillet 1974), également connu comme « Jarring Jim », était un athlète américain, spécialiste du décathlon.
Bausch alla à l'université du Kansas où il brilla en football américain et basketball. Participant pour les États-Unis aux Jeux de Los Angeles en 1932, il n'était que cinquième lors de la première journée du décathlon : ce sont des placements remarquables lors du lancer de disque et de la perche qui lui permirent de battre le grand favori, le Finlandais Akilles Järvinen. Il obtient pour cette victoire le James E. Sullivan Award.

## Liens
- Ressources relatives au sport :   - CIO
  - Kansas Sports Hall of Fame
  - Olympedia
  - Temple de la renommée de l'athlétisme des États-Unis
  - Tilastopaja
  - Track and Field Statistics
- Olympic History DEcathlonUSA site with picture of Bausch at 1932 Olympics
- More on Jim Bausch
- Camel cigarette ad featuring Bausch